# Rock 'n' Roll Million Sellers
Rock 'n' Roll Million Sellers es el cuarto álbum de estudio de la cantante estadounidense Connie Francis, publicado en octubre de 1959 a través de MGM Records.
El álbum es un tributo a las estrellas de rock 'n' roll de la era, en ese momento, tales como Elvis Presley y Fats Domino. La única canción original del álbum fue "Lipstick on Your Collar", la cual se convirtió en un éxito para Francis, alcanzando el número 5 en las listas estadounidenses.

## Lista de canciones
Créditos adaptados desde las notas del álbum.
| Lado uno |                         |                                             |          |  |
| N.º      | Título                  | Escritor(es)                                | Duración |  |
| 1.       | «Heartbreak Hotel»      | Mae Boren Axton Thomas Durden Elvis Presley | 2:03     |  |
| 2.       | «Tweedlee Dee»          | Winfield Scott                              | 2:32     |  |
| 3.       | «I Almost Lost My Mind» | Ivory Joe Hunter                            | 2:37     |  |
| 4.       | «I Hear You Knocking»   | Dave Bartholomew Pearl King                 | 2:21     |  |
| 5.       | «Just a Dream»          | Jimmy Clanton                               | 2:55     |  |
| 6.       | «Don't Be Cruel»        | Otis Blackwell Presley                      | 1:42     |  |

| Lado dos |                           |                            |          |  |
| N.º      | Título                    | Escritor(es)               | Duración |  |
| 1.       | «Lipstick on Your Collar» | George Goehring Edna Lewis | 2:18     |  |
| 2.       | «Sincerely»               | Harvey Fuqua Alan Freed    | 2:53     |  |
| 3.       | «Ain't That a Shame»      | Fats Domino Bartholomew    | 2:13     |  |
| 4.       | «Silhouettes»             | Bob Crewe Frank Slay       | 2:45     |  |
| 5.       | «I'm Walkin'»             | Domino Bartholomew         | 2:02     |  |
| 6.       | «It's Only Make Believe»  | Conway Twitty Jack Nance   | 2:33     |  |

## Posicionamiento
| Gráfica (1960)                | Pico de posición |
| ----------------------------- | ---------------- |
| Reino Unido (UK Albums Chart) | 12               |